# Mistřice
Mistřice (en allemand : Mistrzitz, de 1939 à 1945 : Mistritz) est une commune du district d'Uherské Hradiště, dans la région de Zlín, en République tchèque. Sa population s'élevait à 1 190 habitants en 2020.

## Géographie
Mistřice se trouve à 17 km à l'ouest d'Uherské Hradiště, à 18 km au sud-ouest de Zlín, à 69 km à l'est-sud-est de Brno et à 250 km au sud-est de Prague.
La commune est limitée par Bílovice au nord et au nord-est, par Nedachlebice et Hradčovice à l'est, par Popovice au sud et par Kněžpole à l'ouest.

## Histoire
La première mention écrite du village date de 1247.